# Eduard Kratzmann
Eduard Kratzmann (21. května 1810, Chrastava – 29. dubna 1865, Teplice-Šanov) byl český lékař, docent 1. lékařské fakulty Univerzity Karlovy a zakladatel první dětské nemocnice v Českých zemích.

## Životopis

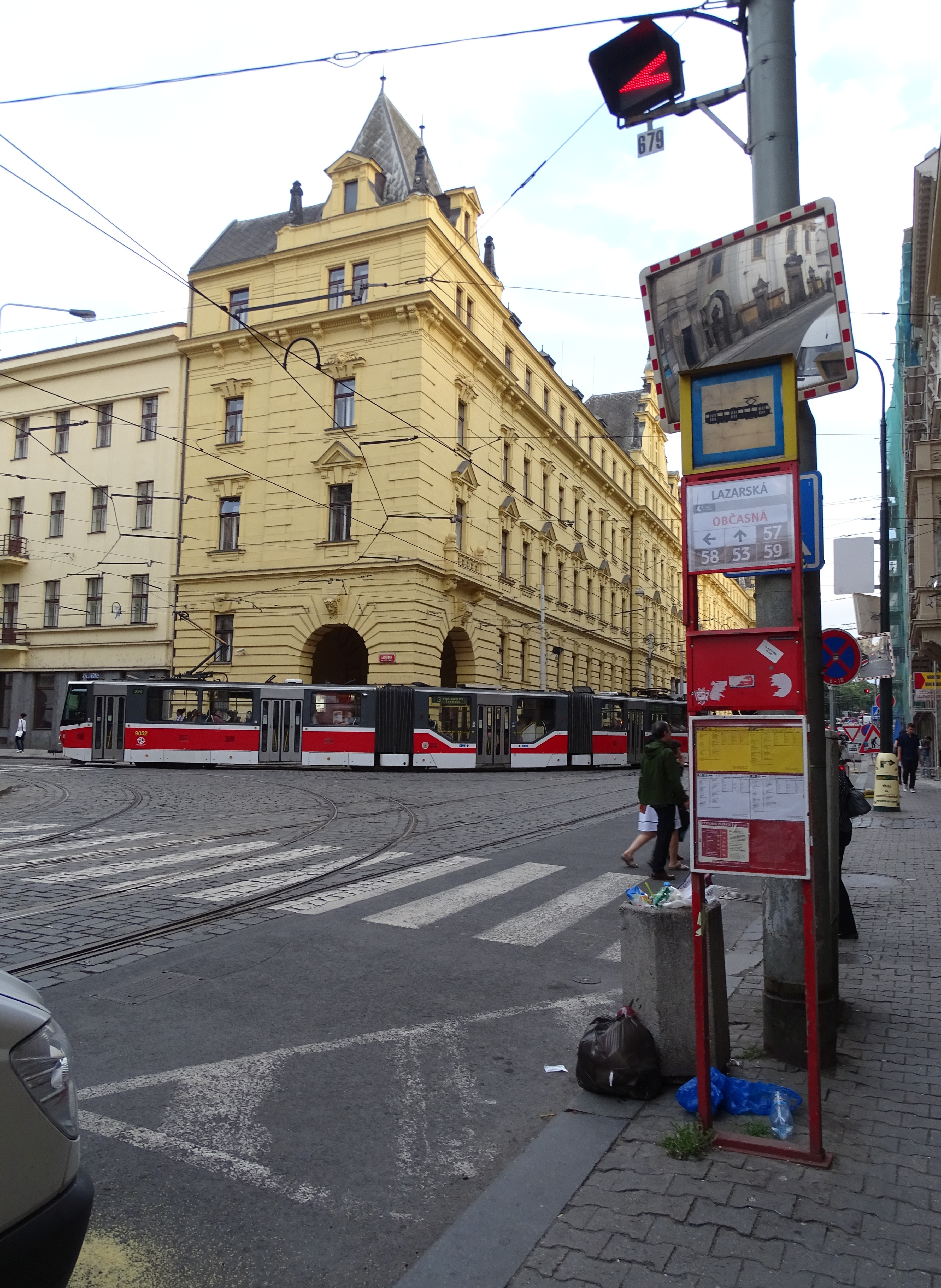
Na místě bývalého kostela sv. Lazara dnes stojí Městský soud Praha

Eduard Kratzmann se narodil 21. května 1810 v Chrastavě. Po vystudování medicíny v Praze působil jako lázeňský lékař v Teplicích. V letech 1842 až 1844 byl docentem lékařské fakulty v Praze. 1. ledna 1842 na vlastní náklady otevřel první dětskou nemocnici v domě bývalého morového špitálu sv. Lazara na rohu Spálené ulice a Karlova náměstí. Tuto nevyhovující a provlhlou budovu po dlouhém vyjednávání vymohl z radnice. Nemocnice měla pouze 9 lůžek a přijímány byly 2 až 14leté děti.
Kratzmann roku 1843 onemocněl a odjel se léčit do Teplic. Jeho nemocnici přebírá Josef Löschner, který se později zasloužil o stavbu dětské nemocnice na Karlově náměstí. Eduard Kratzmann zemřel 29. dubna 1865 v Teplicích.